# 入射層
数学におけるアーベル群の入射層（にゅうしゃそう、英: injective sheaf）は層係数コホモロジー（およびその他の導来函手、例えば Ext など）の定義に必要な分解を構成するのに用いられる。
関連する概念が適用できる層の他のクラスとして、脆弱層 (flabby sheaf), 細層 (fine sheaf), 軟弱層 (soft sheaf), 非輪状層 (acyclic sheaf) などがある。歴史的には入射層の概念は、1957年アレクサンドル・グロタンディークの「東北論文」（アーベル圏が理論を得るのに十分な入射対象を持つことを示したもの）より前には導入されていた。先に挙げたほかの層のクラスはより古いものである。コホモロジーおよび導来函手を定義するための抽象的な枠組みはそれらに必要なものではない。しかし多くの具体的な状況下では、非輪状層による分解はしばしば構成が容易であり、したがって計算目的（たとえばルレイスペクトル系列）では非輪状層を考える。 

## 入射層
入射層 F とは、アーベル層の圏における入射対象を言う。すなわち、A から F への準同型はつねに A を含む任意の層 B に持ち上げることができる。
アーベル層の圏は十分多くの入射対象を持つ。このことは、任意の層が何らかの入射像の部分層となっていることを意味する。グロタンディークによるこの結果は、圏の「生成元」（これは陽に書き下すことができ、部分対象分類子と関係がある）の存在から従う。これは、任意の左完全函手に右導来函手が存在すること、および標準同型を除いて一意であることを示すのに十分である。
技術的な目的では、入射層は上で述べたほかの層のクラスに対してふつうは上位互換である。つまり、ほかのクラスでできることは入射層でも大抵できて、その理論はより簡素かつより一般である。実は、入射層は脆弱、軟弱かつ非輪状である。しかし、これら他のクラスの層が自然に表れる状況というのが存在し、具体的な計算の場面では特にそうである。
双対概念である射影層が余り用いられないのは、層の成す一般の圏においてそれらが十分に存在しないことによる。つまり、必ずしも任意の層が射影層の商となっているわけでなく、特に射影分解は必ずしも存在しない。これは例えば、ザリスキー位相に関する射影空間上の層の圏をみればわかる。この場合、右完全函手（例えば Tor）の左導来函手の定義を試みれば問題が起きる。これはアドホックに解決されることもある（例えば Tor の左導来函手は射影分解でなく平坦分解を通じて定義することができる）が、その場合に得られる函手が分解の取り方に依らないことはいささかの議論を以って示さなければならないことである。無論、どんな層の圏でもこの問題が生じるというわけではなく、例えばアフィンスキーム上の層の圏は十分射影的である。

## 非輪状層
X 上の非輪状層 F とは高階の層係数コホモロジー群が消えているような層を言う。
任意の層のコホモロジー群は、その任意の非輪状分解から計算することができる（これをドラーム–ヴェイユの定理と言う）。

## 細層
X 上の細層は「1 の分割」を持つ層を言う。より精確には、空間 X の任意の開被覆に対し、その層上の自己準同型の族でそれらの和が恒等変換 1 だが各準同型は与えられた開被覆に属する適当な開集合の外側で 0 となるようなものが必ず存在する。
ふつうはパラコンパクトハウスドルフ空間 X 上でのみ細層を考える。典型例はそのような空間上の実数値連続函数の芽の層や、滑らかな（パラコンパクトハウスドルフ）多様体上の滑らかな写像の芽の層あるいは、これら環の層上の加群などである。また、パラコンパクトハウスドルフ空間上の細層は軟弱かつ非輪状である。
滑らかな多様体上の層の細層による分解はアレクサンダー–スパニエル分解をもちいて求められる
応用として、実多様体 X を考えると、定数層 ℝ の滑らかな微分形式の成す細層による分解:
0 → ℝ → C 0
X  → C 1
X  → ⋯ → C dim X
X  → 0
が存在する。これが分解、すなわち層の完全複体となることはポワンカレの補題による。したがって、X の ℝ に値をとるコホモロジーは、大域的に定義された微分形式の成す複体のコホモロジー
Hi(X, ℝ) ≔ Hi(C •
X (X))
として計算することができる。

## 軟弱層
X 上の軟弱層 F とは、X の任意の閉部分集合上の任意の切断が大域切断に延長できる層を言う。
軟弱層はパラコンパクトハウスドルフ空間上で非輪状である。

## 脆弱層
底空間 X 上の層 ℱ が脆弱層 (flasque sheaf, flabby sheaf) とは、{\displaystyle U\subset V(\subset X)} が開部分集合の包含列ならば、制限写像 {\displaystyle r_{U\subset V}\colon \Gamma (V,{\mathcal {F}})\to \Gamma (U,{\mathcal {F}})} は群準同型として（あるいは状況により環準同型や加群準同型として）全射となるときに言う。
脆弱層が有用であるのは、それが定義によりその切断を延長できることによる。それはホモロジー代数を用いて扱えるもっとも簡単な層の一種となっていることを意味する。任意の層はエタール空間の可能なすべての不連続切断の成す脆弱層に標準的埋め込みを持ち、それを繰り返すことにより任意の層に対する標準的な脆弱分解を得ることができる。脆弱分解すなわち脆弱層に関する意味での分解は層係数コホモロジーを定義する方法の一つである。
脆弱層は軟弱層であり、非輪状層である。

## 注